# Sungai Rotan (Rantau Panjang)
Sungai Rotan is een bestuurslaag in het regentschap Ogan Ilir van de provincie Zuid-Sumatra, Indonesië. Sungai Rotan telt 1400 inwoners (volkstelling 2010).